# Fifield Bavant
Fifield Bavant är en by i civil parish Ebbesborne Wake, i distriktet Wiltshire, i grevskapet Wiltshire, i England. Byn är belägen 13 km från Salisbury. Fifield Bavant var en civil parish fram till 1894 när blev den en del av Ebbesbourne Wake. Civil parish hade 43 invånare år 1891. Byn nämndes i Domedagsboken (Domesday Book) år 1086, och kallades då Fifhide.